# Rally Dakar 2016

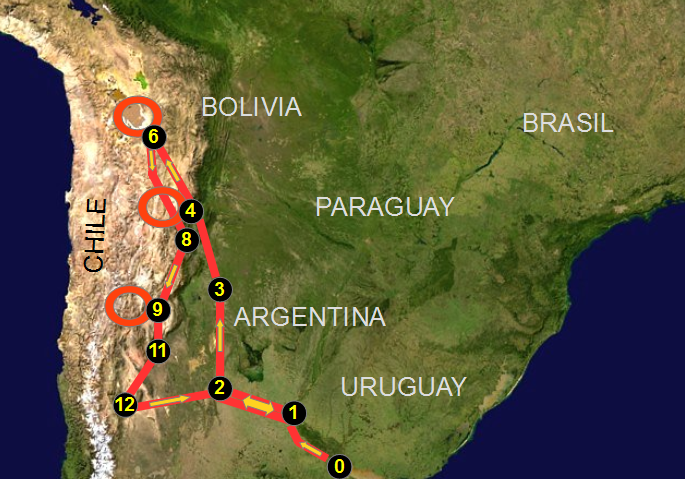
Il percorso dell'edizione 2016

Il Rally Dakar 2016 è stata la 37ª edizione del Rally Dakar, con partenza Buenos Aires e arrivo a Rosario, in Argentina, attraversando anche la Bolivia; è stata l'8ª edizione consecutiva disputata in Sudamerica. 
Nella categoria riservata alle moto ha trionfato l'australiano Toby Price, alla sua seconda partecipazione alla manifestazione. Tra le auto trionfa il francese Stéphane Peterhansel, che ha così portato a 12 i suoi successi nella manifestazione (6 tra le moto e 6 tra le auto). Tra i camion vince invece l'olandese Gérard de Rooy, al suo secondo successo nella manifestazione, mentre tra i quad vince l'argentino Marcos Patronelli, al suo terzo successo nella manifestazione.

## Iscritti

### Moto
| Scuderia                                 | Moto                  | #  | Pilota                  |
| ---------------------------------------- | --------------------- | -- | ----------------------- |
| Team HRC                                 | Honda CRF450 Rally    | 2  | Paulo Gonçalves         |
| Team HRC                                 | Honda CRF450 Rally    | 6  | Joan Barreda            |
| Team HRC                                 | Honda CRF450 Rally    | 19 | Michael Metge           |
| Red Bull KTM Factory Team                | KTM 450 Rally Replica | 3  | Toby Price              |
| Red Bull KTM Factory Team                | KTM 450 Rally Replica | 11 | Jordi Viladoms          |
| Red Bull KTM Factory Team                | KTM 450 Rally Replica | 14 | Matthias Walkner        |
| Rockstar Energy Husqvarna Factory Racing | Husqvarna FR450 Rally | 4  | Pablo Quintanilla       |
| Rockstar Energy Husqvarna Factory Racing | Husqvarna FR450 Rally | 8  | Ruben Faria             |
| Slovnaft Team                            | KTM 450               | 5  | Štefan Svitko           |
| Yamalube Yamaha Official Rally Team      | Yamaha WR450F Rally   | 7  | Hélder Rodrigues        |
| Yamalube Yamaha Official Rally Team      | Yamaha WR450F Rally   | 18 | Alessandro Botturi      |
| Team Casteu Adventure                    | KTM 450 Rally Replica | 9  | David Casteu            |
| Nomade Racing                            | KTM 450 Rally Replica | 10 | Olivier Pain            |
| KTM Racing Team                          | KTM 450 Rally Replica | 12 | Laia Sanz               |
| Yamaha Netherlands Verhoeven Team        | Yamaha WR450F Rally   | 15 | Frans Verhoeven         |
| Sherco TVS Rally Factory                 | Sherco TVS RTR450     | 17 | Juan Pedrero            |
| Sherco TVS Rally Factory                 | Sherco TVS RTR450     | 20 | Alain Duclos            |
| Honda South America Rally Team           | Honda CRF450 Rally    | 22 | Javier Pizzolito        |
| Honda South America Rally Team           | Honda CRF450 Rally    | 47 | Kevin Benavides         |
| Chavo Salvatierra Racing                 | KTM 450 Rally Replica | 36 | Juan Carlos Salvatierra |

### Quad
| Scuderia                             | Moto                | #   | Pilota               |
| ------------------------------------ | ------------------- | --- | -------------------- |
| Orlen/Sonik Team                     | Yamaha Raptor 700   | 250 | Rafał Sonik          |
| XRAIDS Team                          | Yamaha Raptor 700   | 251 | Ignacio Casale       |
| Yamaha Racing                        | Yamaha Watriciclo   | 252 | Marcos Patronelli    |
| Yamaha Racing                        | Yamaha Watriciclo   | 253 | Alejandro Patronelli |
| Consultores de Empresas              | Yamaha Raptor 700   | 254 | Jeremias González    |
| Maxxis Dakar Team powered by Super B | Honda TRX700        | 255 | Mohammed Abu-Issa    |
| Mazzucco Can-Am Team                 | Can-Am Renegade 800 | 258 | Daniel Mazzuco       |
| Franco Picco Racing                  | Can-Am Renegade 800 | 260 | Franco Picco         |
| Airon Racing Team                    | Yamaha Raptor 700   | 264 | Sergej Karjakin      |
| Alexis Hernández Racing              | Yamaha Raptor 700   | 265 | Alexis Hernández     |
| MPM XC                               | Yamaha Raptor 700   | 266 | Sebastián Palma      |
| YPF Elaion Moto Rally                | Honda TRX 700       | 267 | Lucas Bonetto        |

### Auto
| Scuderia                                 | Auto             | #   | Pilota               | Copilota              |
| ---------------------------------------- | ---------------- | --- | -------------------- | --------------------- |
| Axion X-raid Team                        | Mini ALL4 Racing | 300 | Nasser Al-Attiyah    | Matthieu Baumel       |
| Axion X-raid Team                        | Mini ALL4 Racing | 304 | Nani Roma            | Alex Haro             |
| Axion X-raid Team                        | Mini ALL4 Racing | 310 | Orlando Terranova    | Bernardo Graue        |
| Axion X-raid Team                        | Mini ALL4 Racing | 315 | Mikko Hirvonen       | Michel Périn          |
| Toyota Gazoo Racing South Africa         | Toyota Hilux     | 301 | Giniel de Villiers   | Dirk von Zitzewitz    |
| Toyota Gazoo Racing South Africa         | Toyota Hilux     | 305 | Yazeed Al-Rajhi      | Timo Gottschalk       |
| Team Peugeot Total                       | Peugeot 2008 DKR | 302 | Stéphane Peterhansel | Jean-Paul Cottret     |
| Team Peugeot Total                       | Peugeot 2008 DKR | 303 | Carlos Sainz         | Lucas Cruz            |
| Team Peugeot Total                       | Peugeot 2008 DKR | 314 | Sébastien Loeb       | Daniel Elena          |
| Team Peugeot Total                       | Peugeot 2008 DKR | 321 | Cyril Despres        | David Castera         |
| Vanloon Racing                           | Mini ALL4 Racing | 306 | Erik van Loon        | Wouter Rosegaar       |
| G-Energy Team                            | Toyota Hilux     | 307 | Vladimir Vasil'ev    | Konstantin Žitsov     |
| Overdrive Toyota                         | Toyota Hilux     | 311 | Bernhard ten Brinke  | Tom Colsoul           |
| Overdrive Toyota                         | Toyota Hilux     | 316 | Ronan Chabot         | Gilles Pillot         |
| Overdrive Toyota                         | Toyota Hilux     | 329 | Martin Prokop        | Jan Tománek           |
| DMAS South Racing                        | Ford Ranger      | 320 | Xavier Pons          | Ricardo Torlaschi     |
| Orlen Team                               | Toyota Hilux     | 322 | Marek Dąbrowski      | Jacek Czachor         |
| Orlen X-Raid Team                        | Mini ALL4 Racing | 325 | Adam Małysz          | Xavier Panseri        |
| RD Limited                               | Peugeot 2008 DKR | 328 | Romain Dumas         | François Borsotto     |
| General Financing - Autopaslauga by PITL | Toyota Hilux     | 333 | Benediktas Vanagas   | Sebastian Rozwadowski |
| Edas Racing                              | Toyota Hilux     | 366 | Antanas Juknevičius  | Mindaugas Slapšys     |

### Camion
| Scuderia                       | Camion          | #   | Pilota            | Copilota            | Copilota             |
| ------------------------------ | --------------- | --- | ----------------- | ------------------- | -------------------- |
| KAMAZ - master                 | Kamaz 4326      | 500 | Ayrat Mardeev     | Aydar Belyaev       | Dmitrij Svistunov    |
| KAMAZ - master                 | Kamaz 4326      | 502 | Ėduard Nikolaev   | Evgenij Yakovlev    | Vladimir Rybakov     |
| KAMAZ - master                 | Kamaz 4326      | 504 | Andrej Karginov   | Andrej Mokeev       | Igor' Leonov         |
| KAMAZ - master                 | Kamaz 4326      | 508 | Dmitrij Sotnikov  | Igor' Devjatkin     | Ruslan Akhamadeev    |
| Petronas Team de Rooy Iveco    | Iveco Powerstar | 501 | Gérard de Rooy    | Darek Rodewald      | Moisés Torrallardona |
| Petronas Team de Rooy Iveco    | Iveco Trakker   | 518 | Pep Vila          | Xavi Colome         | Marc Torres Sala     |
| La Gloriosa Team de Rooy Iveco | Iveco Powerstar | 514 | Federico Villagra | Jorge Perez Companc | Andres Memi          |
| Petronas Team InstaForex Iveco | Iveco Powerstar | 503 | Aleš Loprais      | Ferran Alcayna      | Bernard der Kinderen |
| Tatra Buggyra Racing           | Tatra 815       | 505 | Martin Kolomý     | David Kilián        | René Kilián          |
| Eurol/VEKA MAN Rally Team      | MAN TGA         | 506 | Hans Stacey       | Serge Bruynkens     | Jan van der Vaet     |
| MAZ - SPORTauto                | MAZ 5309RR      | 507 | Siarhei Viazovič  | Pavel Haranin       | Andreij Žjulin       |
| GINAF Rally Service            | GINAF X2222 SP  | 520 | Jan Lammers       | Emiel Megens        | Erik Kofma           |

## Tappe
| Tappa | Data       | Partenza              | Arrivo                | Moto             | Moto             | Moto                                  | Quad                                  | Auto             | Auto             | Auto             | Camion           | Camion           | Camion              |
| Tappa | Data       | Partenza              | Arrivo                | Rd               | SS               | Vincitore                             | Vincitore                             | Rd               | SS               | Vincitore        | Rd               | SS               | Vincitore           |
| ----- | ---------- | --------------------- | --------------------- | ---------------- | ---------------- | ------------------------------------- | ------------------------------------- | ---------------- | ---------------- | ---------------- | ---------------- | ---------------- | ------------------- |
| P     | 2 gennaio  | Buenos Aires          | Rosario               | 346              | 11               | J. Barreda                            | I. Casale                             | 346              | 11               | B. Ten Brinke    | 346              | 11               | Tappa neutralizzata |
| 1     | 3 gennaio  | Rosario               | Villa Carlos Paz      | 632              | 227              | Tappa cancellata a causa del maltempo | Tappa cancellata a causa del maltempo | 662              | 258              | Tappa cancellata | 662              | 258              | Tappa cancellata    |
| 2     | 4 gennaio  | Villa Carlos Paz      | Termas de Río Hondo   | 786              | 450 354          | T. Price                              | I. Casale                             | 858              | 521 387          | S. Loeb          | 858              | 521 387          | P. Versluis         |
| 3     | 5 gennaio  | Termas de Río Hondo   | San Salvador de Jujuy | 663              | 314 200          | K. Benavides                          | B. Baragwanath                        | 663              | 314 200          | S. Loeb          | 663              | 314 130          | M. Kolomy           |
| 4     | 6 gennaio  | San Salvador de Jujuy | San Salvador de Jujuy | 629              | 429              | P. Gonçalves                          | A. Hernández                          | 629              | 429              | S. Peterhansel   | 619              | 418              | G. Rooy             |
| 5     | 7 gennaio  | San Salvador de Jujuy | Uyuni                 | 624              | 327              | T. Price                              | A. Hernández                          | 624              | 327              | S. Loeb          | 624              | 327              | E. Nikolaev         |
| 6     | 8 gennaio  | Uyuni                 | Uyuni                 | 723              | 542              | T. Price                              | M. Patronelli                         | 723              | 542              | S. Peterhansel   | 600              | 295              | H. Stacey           |
| 7     | 9 gennaio  | Uyuni                 | Salta                 | 793              | 353 230          | A. Méo                                | L. Bonetto                            | 793              | 353              | C. Sainz         | 793              | 353              | E. Nikolaev         |
|       | 10 gennaio | Salta                 | Salta                 | Giorno di riposo | Giorno di riposo | Giorno di riposo                      | Giorno di riposo                      | Giorno di riposo | Giorno di riposo | Giorno di riposo | Giorno di riposo | Giorno di riposo | Giorno di riposo    |
| 8     | 11 gennaio | Salta                 | Belén                 | 766              | 393              | T. Price                              | M. Patronelli                         | 766              | 393              | N. Al-Attiyah    | 766              | 393              | G. Rooy             |
| 9     | 12 gennaio | Belén                 | Belén                 | 436M             | 285M             | T. Price                              | P. Copetti                            | 396              | 285              | C. Sainz         | 396              | 285              | G. Rooy             |
| 10    | 13 gennaio | Belén                 | La Rioja              | 561              | 278              | Š. Svitko                             | B. Baragwanath                        | 763              | 278              | S. Peterhansel   | 763              | 431              | P. Baar             |
| 11    | 14 gennaio | La Rioja              | San Juan              | 712              | 431              | A. Méo                                | A. Patronelli                         | 712              | 431              | N. Al-Attiyah    | 712              | 431              | E. Nikolaev         |
| 12    | 15 gennaio | San Juan              | Villa Carlos Paz      | 931              | 481              | H. Rodrigues                          | M. Patronelli                         | 866              | 481              | M. Hirvonen      | 866              | 267              | P. Versluis         |
| 13    | 16 gennaio | Villa Carlos Paz      | Rosario               | 699              | 180              | P. Quintanilla                        | B. Baragwanath                        | 699              | 180              | S. Loeb          | 699              | 180              | H. Stacey           |

## Classifiche finali

### Moto
| Pos | #  | Pilota             | Moto      | Scuderia                               | Tempo    | Gap       |
| --- | -- | ------------------ | --------- | -------------------------------------- | -------- | --------- |
| 1   | 3  | Toby Price         | KTM       | Red Bull KTM Factory Racing            | 48:09:15 |           |
| 2   | 5  | Štefan Svitko      | KTM       | Slovnaft Team                          | 48:48:56 | + 39:41   |
| 3   | 4  | Pablo Quintanilla  | Husqvarna | Rockstar Energy Husqvarna Factory Team | 48:58:03 | + 48:48   |
| 4   | 47 | Kevin Benavides    | Honda     | Honda South America Rally Team         | 49:04:02 | + 54:47   |
| 5   | 7  | Hélder Rodrigues   | Yamaha    | Yamalube Yamaha Official Rally Team    | 49:04:59 | + 55:44   |
| 6   | 42 | Adrien van Beveren | Yamaha    | Yamalube Yamaha Junior Rally Team      | 49:55:44 | + 1:46:29 |
| 7   | 49 | Antoine Méo        | KTM       | Red Bull KTM Factory Team              | 50:06:02 | + 1:56:47 |
| 8   | 23 | Gerard Farrés      | KTM       | Himoinsa Racing Team                   | 50:10:15 | + 2:01:00 |
| 9   | 48 | Ricky Brabec       | Honda     | Team HRC                               | 50:20:42 | + 2:11:27 |
| 10  | 45 | Armand Monléon     | KTM       | KTM Warsaw Rally Team                  | 51:37:04 | + 3:27:49 |

### Quad
| Pos | #   | Pilota               | Quad   | Tempo    | Gap       |
| --- | --- | -------------------- | ------ | -------- | --------- |
| 1   | 252 | Marcos Patronelli    | Yamaha | 58:47:41 |           |
| 2   | 253 | Alejandro Patronelli | Yamaha | 58:53:04 | + 5:23    |
| 3   | 274 | Brian Baragwanath    | Yamaha | 60:29:34 | + 1:41:53 |
| 4   | 264 | Sergei Karyakin      | Yamaha | 60:32:06 | + 1:44:25 |
| 5   | 254 | Jeremías González    | Yamaha | 60:49:49 | + 2:02:08 |
| 6   | 257 | Nelson Sanabria      | Yamaha | 63:05:40 | + 4:17:59 |
| 7   | 256 | Walter Nostiglia     | Honda  | 63:13:51 | + 4:26:10 |
| 8   | 265 | Alexis Hernández     | Yamaha | 65:21:25 | + 6:33:44 |
| 9   | 266 | Sebastián Palma      | Yamaha | 67:03:14 | + 8:15:33 |
| 10  | 263 | Santiago Hansen      | Yamaha | 67:29:04 | + 8:41:23 |

### Auto
| Pos | #   | Pilota               | Copilota            | Auto    | Scuderia                         | Tempo    | Gap       |
| --- | --- | -------------------- | ------------------- | ------- | -------------------------------- | -------- | --------- |
| 1   | 302 | Stéphane Peterhansel | Jean-Paul Cottret   | Peugeot | Team Peugeot Total               | 45:22:10 |           |
| 2   | 300 | Nasser Al-Attiyah    | Mathieu Baumel      | Mini    | Axion X-Raid Team                | 45:57:08 | + 34:58   |
| 3   | 301 | Giniel de Villiers   | Dirk von Zitzewitz  | Toyota  | Toyota Gazoo Racing South Africa | 46:24:57 | + 1:02:47 |
| 4   | 315 | Mikko Hirvonen       | Michel Périn        | Mini    | Axion X-Raid Team                | 46:27:28 | + 1:05:18 |
| 5   | 319 | Leeroy Poulter       | Robert Howie        | Toyota  | Toyota Gazoo Racing South Africa | 46:52:53 | + 1:30:43 |
| 6   | 304 | Nani Roma            | Àlex Haro           | Mini    | Axion X-Raid Team                | 47:03:16 | + 1:41:06 |
| 7   | 321 | Cyril Despres        | David Castera       | Peugeot | Team Peugeot Total               | 47:11:14 | + 1:49:04 |
| 8   | 307 | Vladimir Vasilyev    | Konstantin Zhiltsov | Toyota  | G-Energy Team                    | 47:23:55 | + 2:01:45 |
| 9   | 314 | Sébastien Loeb       | Daniel Elena        | Peugeot | Team Peugeot Total               | 47:44:19 | + 2:22:09 |
| 10  | 323 | Harry Hunt           | Andreas Schulz      | Mini    | All 4 Racing Team                | 48:33:40 | + 3:11:30 |

### Camion
| Pos | #   | Pilota            | Copilota                         | Camion  | Scuderia                       | Tempo    | Gap       |
| --- | --- | ----------------- | -------------------------------- | ------- | ------------------------------ | -------- | --------- |
| 1   | 501 | Gérard de Rooy    | Moi Torrallardona Darek Rodewald | Iveco   | Petronas Team de Rooy Iveco    | 44:42:03 |           |
| 2   | 500 | Ayrat Mardeev     | Aydar Belyaev Dmitriy Svistunov  | Kamaz   | Kamaz-Master                   | 45:52:30 | + 1:10:27 |
| 3   | 514 | Federico Villagra | Jorge Pérez Companc Andrés Memi  | Iveco   | La Gloriesa Team de Rooy Iveco | 46:22:58 | + 1:40:55 |
| 4   | 506 | Hans Stacey       | Serge Bruynkens Jan van der Vaet | MAN     | Eurol/Veka MAN Rally Team      | 47:05:04 | + 2:23:01 |
| 5   | 516 | Ton van Genugten  | Anton van Limpt Peter van Eerd   | Iveco   | Petronas Team de Rooy Iveco    | 47:13:02 | + 2:30:59 |
| 6   | 529 | Pascal de Baar    | Martin Roesink Wouter de Graaf   | Renault | Mammoet Rallysport             | 47:46:10 | + 3:04:07 |
| 7   | 502 | Eduard Nikolaev   | Evgeny Yakovlev Vladimir Rybakov | Kamaz   | Kamaz-Master                   | 48:21:26 | + 3:39:23 |
| 8   | 533 | Jaroslav Valtr    | Josef Kalina Jiří Štross         | Tatra   | Tatra Buggyra Racing           | 48:36:33 | + 3:54:30 |
| 9   | 510 | Pieter Versluis   | Marcel Pronk Artur Klein         | MAN     | Eurol/Veka MAN Rally Team      | 48:39:55 | + 3:57:52 |
| 10  | 518 | Pep Vila          | Xavi Colomé Marc Torres          | Iveco   | Petronas Team de Rooy Iveco    | 49:37:07 | + 4:55:04 |